# Sundays River Valley Local Municipality
Sundays River Valley (englisch Sundays River Valley Local Municipality) ist eine Lokalgemeinde im Distrikt Sarah Baartman der südafrikanischen Provinz Ostkap. Der Sitz der Gemeindeverwaltung befindet sich in Kirkwood. Bürgermeisterin ist Nombulelo Bixa.
Der Gemeindename ist eine Übersetzung des niederländischen Zondags Rivier. Sie wird vom Fluss Sundays River durchflossen. Ein Voortrekker-Kommando unter dem Burenführer Andries Pretorius rastete hier an einem Sonntag (8. Dezember 1838).

## Städte und Orte
- Addo
- Barsheba
- Bergsig
- Bontrug
- Enon
- Kirkwood
- KwaZenzele
- Nomathamsanqa
- Paterson
- Valencia

## Bevölkerung
Im Jahr 2011 hatte die Gemeinde 54.504 Einwohner. Davon waren 71,8 % schwarz, 21,4 % Coloured und 5,9 % weiß. Die Muttersprachen waren zu 62,1 % isiXhosa, zu 27 % Afrikaans und zu 3,3 % Englisch.

## Sehenswürdigkeiten
Auf dem Gebiet der Lokalgemeinde befinden sich die flächenmäßig umfangreichsten Bereiche des Addo-Elefanten-Nationalparks.